# 2000 у науці
2000 рік у науці
У 2000 відбулися різні наукові й технологічні події, деякі з яких представлені нижче.

## Події

### Астрономія та космос
- 3 травня — рідкісне поєднання планет — «парад планет» відразу 7 головних небесних тіл Сонячної системи в одну лінію вперше з 1781 після відкриття Урана. Парад планет включав наступні небесні тіла: Сонце, Місяць, Меркурій, Венера, Марс, Юпітер, Сатурн.

### Фізика
- У липні колаборація DONUT[en] (англ. Direct Observation of the Nu Tau оголосила про експериментальне відкриття тау-нейтрино — пряме спостереження нейтрино тау), що працює на побудованій у 1990-х експериментальній установці, розташованій на базі Фермілабу і призначеній спеціально для прямого виявлення тау-нейтрино[1].

## Досягнення людства

### Відкриття
- 14 грудня в журналі Nature опублікований повний геном квіткової рослини Арабідопсис (Arabidopsis thaliana).

### Нові види
- Категорія:Види, описані 2000

## Наукові нагороди 2000 року

### Лауреати Нобелівської премії
- Нобелівські премії:
  - фізика — Алфьоров Жорес Іванович, Герберт Кремер і Кілбі Джек
  - хімія — Хігер Алан, Мак-Діармід Алан і Сіракава Хідекі
  - Нобелівська премія з фізіології та медицини — Арвід Карлссон, Грінгард Пол і Ерік Кендел

### Премія Тюрінга
- Ендрю Яо

### Медаль Волластона
- Вільям Файф[en]

### Премії НАН України імені видатних учених України
Докладніше: Премії НАН України імені видатних учених України — лауреати 2000 року

### Державна премія України в галузі науки і техніки
Докладніше: Державна премія України в галузі науки і техніки — лауреати 2000 року